# 亞摩斯·拉普達特
Aluf 亞摩斯·拉普達特 (希伯來語：‎;  &lrm);  (1934年 – November 20, 2019) 是一名以色列空军將領和第十任以色列空军司令（1982年至1987年），1998年2001年担任以色列理工学院主席。

## 生平

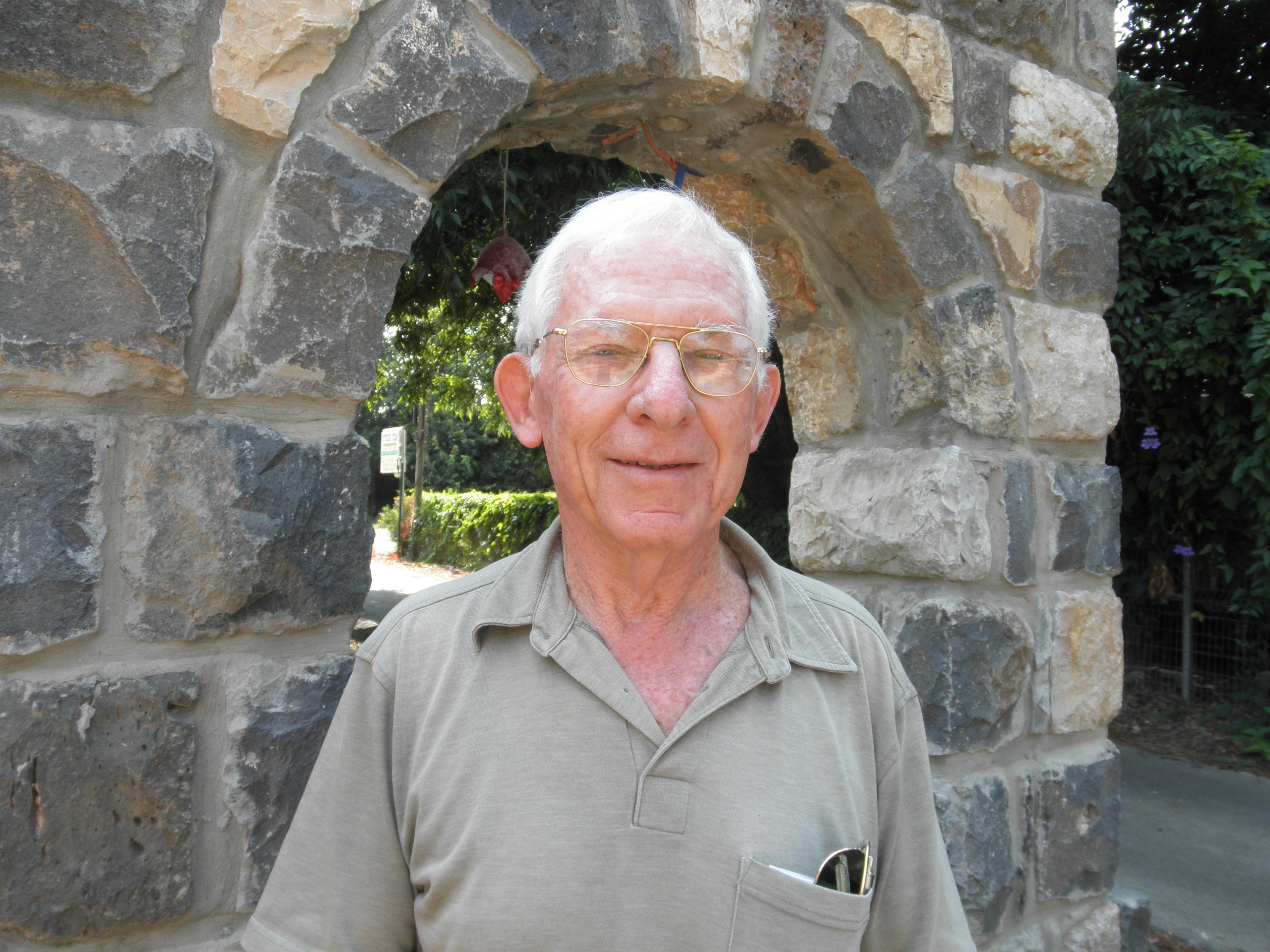
Amos Lapidot in 2012

1934年出生于薩巴村，在Havatzelet HaSharon长大。在Artillery Corps (Israel)参军，之后加入刚成立的以色列空军并在1954年完成飞行员训练，驾驶P-51戰鬥機、格罗斯特流星战斗机和Dassault Ouragan.
在臺拉維夫大學获得数学文学士，在史丹佛大學获得金融工程硕士。